# Passiflora stellata
Passiflora stellata là một loài thực vật có hoa trong họ Lạc tiên. Loài này được Moritz ex Killip mô tả khoa học đầu tiên năm 1927.